# Jüdischer Friedhof (Hünxe, Krudenburg)

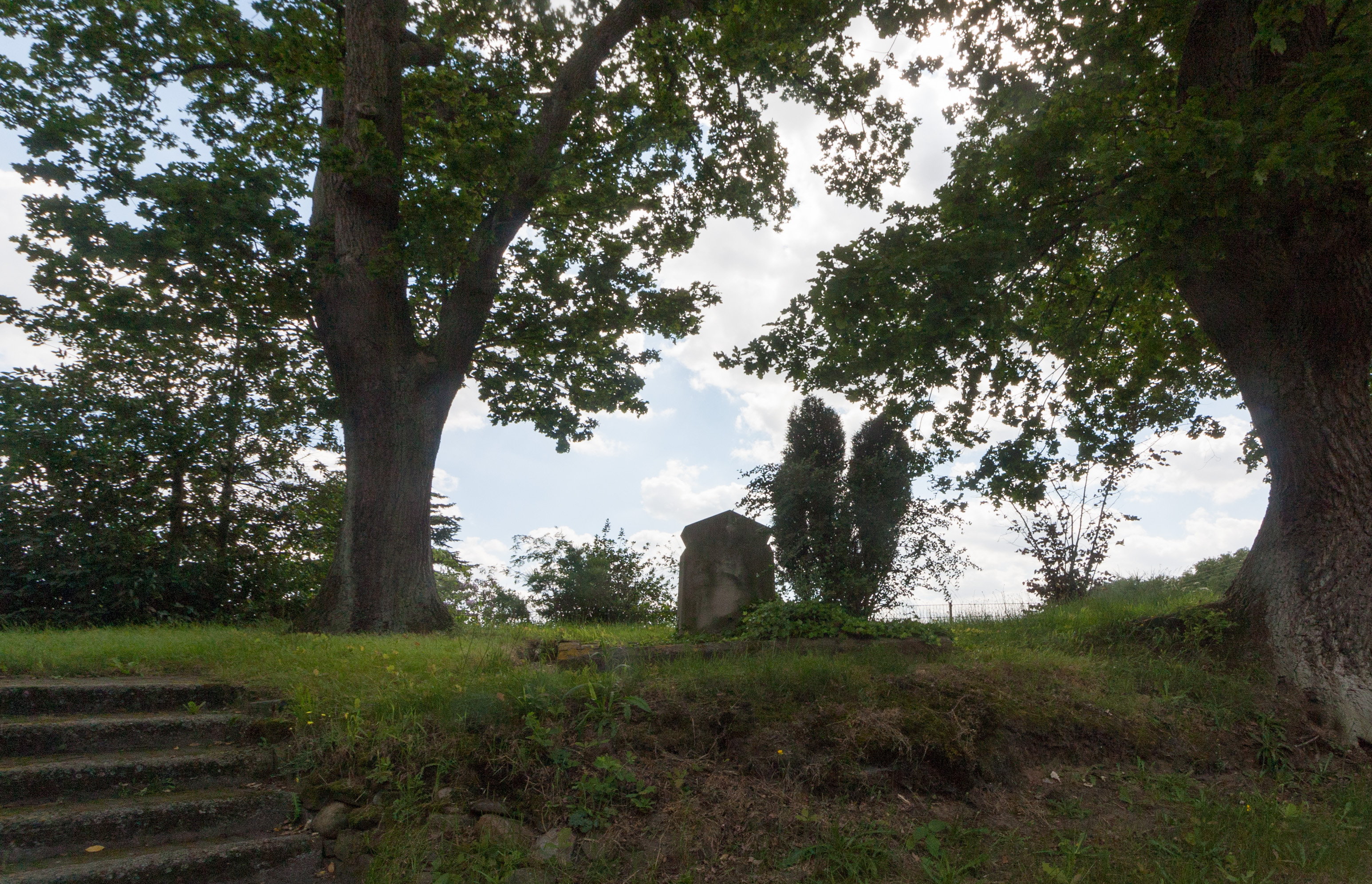
Jüdischer Friedhof in Hünxe-Krudenburg (Juni 2021)

Der Jüdische Friedhof Hünxe, Krudenburg befindet sich im Ortsteil Krudenburg der Gemeinde Hünxe im Kreis Wesel in Nordrhein-Westfalen. Der Friedhof am Krudenburger Weg, am nördlichen Ortsrand, wurde von 1878 bis 1895 belegt. Auf ihm befinden sich zwei Gedenksteine, es sind aber keine Grabsteine erhalten.